# Parafia Trójcy Świętej w Bobolicach
Parafia Trójcy Świętej w Bobolicach – parafia greckokatolicka w Bobolicach. Parafia należy do eparchii wrocławsko-koszalińskiej i znajduje się na terenie dekanatu słupskiego.

## Historia parafii
Parafia greckokatolicka pw. Trójcy Świętej funkcjonuje od 1958 r., księgi metrykalne są prowadzone od roku 1959.

## Świątynia parafialna
Nabożeństwa odbywają się w sali budynku parafii rzymskokatolickiej pw. Wniebowzięcia NMP.

## Duszpasterstwo
Proboszczowie:
- ks. Bazyli Hrynyk (1958-1963),
- ks. Piotr Maziar (1963-1965),
- ks. Teodor Marków (1965-1968),
- ks. Władysław Pyrczak (1968-2003),
- ks. Andrij Bunzylo (2002-2003),
- ks. Stefan Prychożdenko (2003-2005),
- ks. Włodzimierz Kucaj (2004-2007),
- ks. Lesław Łesyk (2007-2008),
- ks. Piotr Baran (2003-2016),
- ks. Jarosław Roman od 2016